# 漣ゆめ
漣 ゆめ（さざなみ ゆめ、1983年10月28日 - ）は、日本の元AV女優である。
群馬県出身。身長 165 cm、バスト 115 cm （ K カップ）、ウエスト 69 cm 、ヒップ 100 cm 。Kカップの豊満なボディで数々の男たちを魅了してきた。現在は不明。

## 略歴
2008年にAVデビュー。2017年にAV引退。

## 作品

### アダルトビデオ
2009年
- 現役塾講師は110cmJカップ 漣ゆめ（12月18日、シネマユニット・ガス）

2010年
- Kカップボイン素人ナマ中出し みよこ（1月19日、胸キュン喫茶）
- Boin「漣ゆめ」Box 漣ゆめ（2月1日、ABC/妄想族）
- B巨乳 OR DIE 110cmスーパーボディの誘惑・L-cup YUME（2月20日、レイディックス）
- 驚乳悦楽 05 漣ゆめ（2月20日、プールクラブ・エンタテインメント）
- 新肉感地帯　ガチムチボイン!爆乳保育士スパルタ教育指南（2月26日、ジャムズ）
- 爆乳お姉さん 漣ゆめの肉弾ミサイル!!!（3月10日、まぐろ物産）
- 110cmLcup×132cmMcup （5月19日、OPPAI） ※「YUME」名義、YUUKI（真中ゆうき）と共演
- ボインロード　肉感コンプレックス!爆乳アニマル女教師（6月25日、HyperEdge）
- 新肉感地帯　迷宮巨尻!肉食爆乳エンプレス（12月17日、ジャムズ）

2011年
- グラマラスキャッツ　女肉痴情！巨乳巨尻謝肉祭（2011年4月29日、ジャムズ）※ダウンロードのみ